# Basilique de la Minerve
Pour les articles homonymes, voir Minerve.
La basilique sur la Minerve, ou église Sainte-Marie sur la Minerve (en italien Santa Maria sopra Minerva) est une basilique mineure, située place de la Minerve, dans le quartier du Panthéon, à Rome.
Fondée au VIIIe siècle, reconstruite au XIIIe siècle, souvent modifiée jusqu'au XIXe siècle, c'est une des rares églises romaines de style majoritairement gothique. Comme d'autres églises romaines antiques, elle est construite sur les fondations d'un lieu de culte antérieur, dédié à la divinité romaine Minerve.
Sur la place se trouve l'obélisque de la piazza della Minerva, installé sur le dos d'un éléphant conçu par le Bernin.
L'église et le couvent attenant ont servi de siège à l'ordre dominicain à plusieurs reprises au cours de son histoire.  

## Histoire
On sait peu de chose sur le temple de la Minerve, qui aurait été construit par Pompée vers 50 av. J.-C.. Un temple dédié à Isis et Sérapis aurait également existé sur les lieux actuels de l'église, puisqu'en 1665 un obélisque égyptien fut retrouvé dans le jardin du couvent dominicain attenant à l'église.
La crypte de l'église renferme quelques vestiges antiques. Il est probable que le temple ait existé jusqu'au règne du pape Zacharie (741-752), qui offrit le lieu à des moines venus d'Orient. Cette première église du VIIIe siècle a aujourd'hui disparu. L'édifice actuel doit son existence aux Dominicains, qui en reçurent la propriété du pape Alexandre IV au XIIIe siècle, et y bâtirent une église et un couvent. 
En effet, les Dominicains voulurent bâtir une église nouvelle et moderne pour abriter leur quartier général romain. Deux religieux, Fra Sisto Fiorentino et Fra Ristoro da Campi, qui avaient travaillé à la construction de l'église Santa Maria Novella de Florence, commencèrent la construction du nouvel édifice en 1280, sous le pontificat de Nicolas III. Le pape Boniface VIII finança largement les travaux, et l'église fut achevée en 1370. 
Par la suite, elle fut rénovée et modifiée par Carlo Maderno, entre autres, qui lui donna une façade classique, puis de nouveau restaurée au XIXe siècle, dans le style néo-gothique. Les portes de l'église sont du XVe siècle.
En 1557, le pape Paul IV érige le titre cardinalice Santa Maria sopra Minerva qui est rattaché à cette église.
Sainte Catherine de Sienne est enterrée dans l'église. Derrière la sacristie, la chapelle qui lui est dédiée a été construite en 1637 par cardinal Antonio Barberini, en transportant depuis le couvent voisin des Dominicaines les murs de la pièce où la sainte mourut en 1380. 
Fra Angelico, le peintre de la Renaissance, mourut dans le couvent attenant et fut enterré dans la chapelle à gauche du chœur. De même, les papes Paul IV, Léon X et Clément VII sont enterrés dans le chœur dans des tombeaux d’Antonio da Sangallo le Jeune réalisés en 1541. En effet, avant la construction de l'église Saint-Jean-Baptiste-des-Florentins, la Minerve était l'église de la nation florentine à Rome et abrite à ce titre de nombreuses sépultures de prélats, seigneurs et citoyens toscans. Étrangement, Diotisalvi Nerone, qui avait pris part à la révolte des Florentins contre Pierre de Médicis, fut enterré en ces lieux, où le rejoignirent par la suite les dépouilles de nombreux membres éminents de la famille des Médicis.
La sacristie de l'église fut le lieu de deux conclaves. Le premier se tint en mars 1431, et aboutit à l'élection du pape Eugène IV, le second, en mars 1447, à celle du pape Nicolas V.
Le cardinal Howard de Norfolk, mort en 1694, y est inhumé. Une dalle de marbre blanc honore sa mémoire.

## Description

### Façade

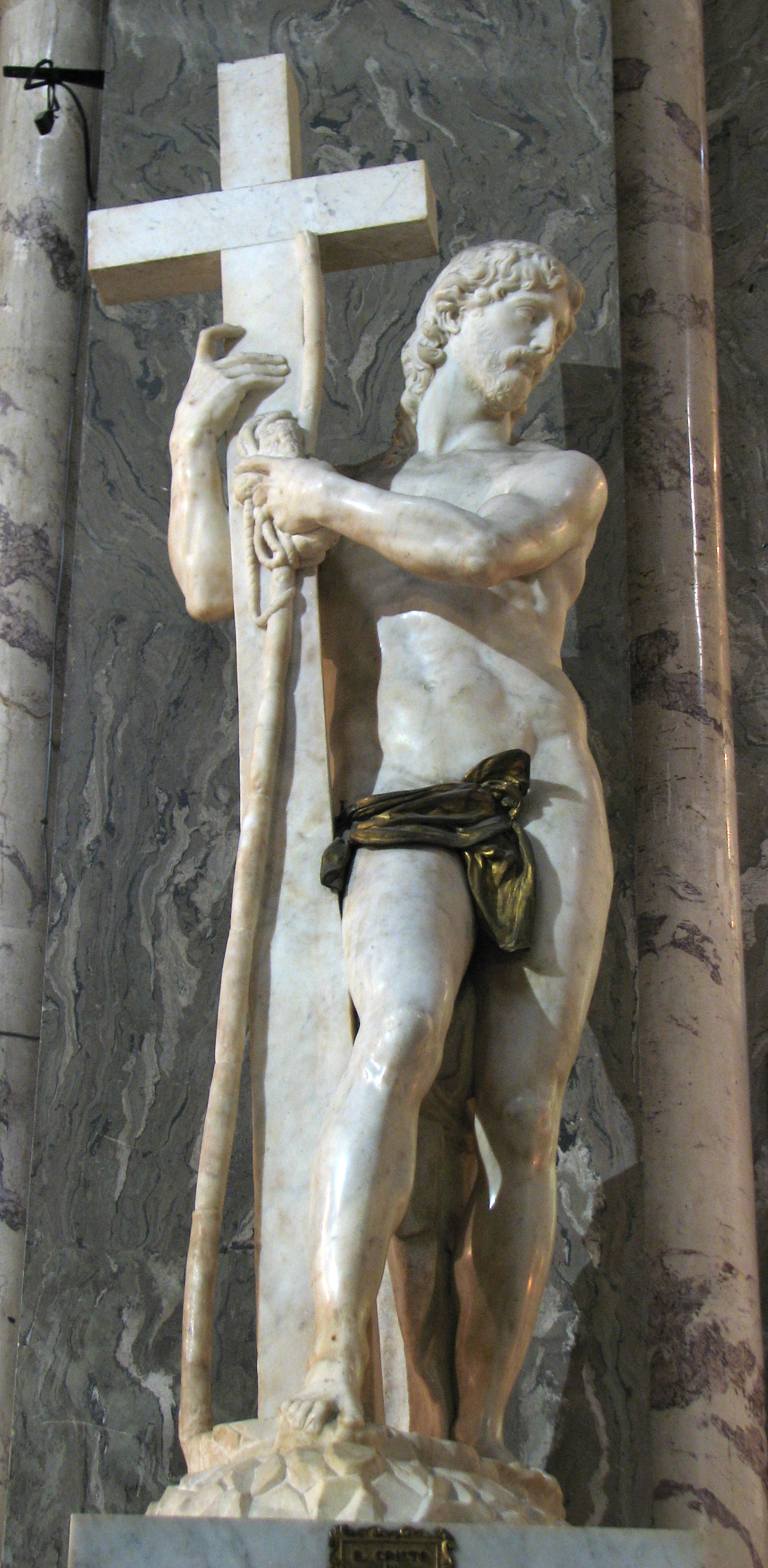
Le Christ rédempteur de Michel-Ange.

À la fin du XVIe siècle, Carlo Maderno réalise la façade baroque de l’église. Elle a été restaurée à la fin du XIXe siècle et son caractère néo-médiéval préservé depuis.

### Intérieur
Devant le pilastre gauche du chœur figure une statue du Christ ressuscité dit Christ de la Minerve (1519-1521) commencée par Michel-Ange à Florence et achevée par ses élèves. On note un pudique voile doré ajouté après coup sur la statue, la nudité de Jésus étant assez peu répandue dans les églises.

Intérieur
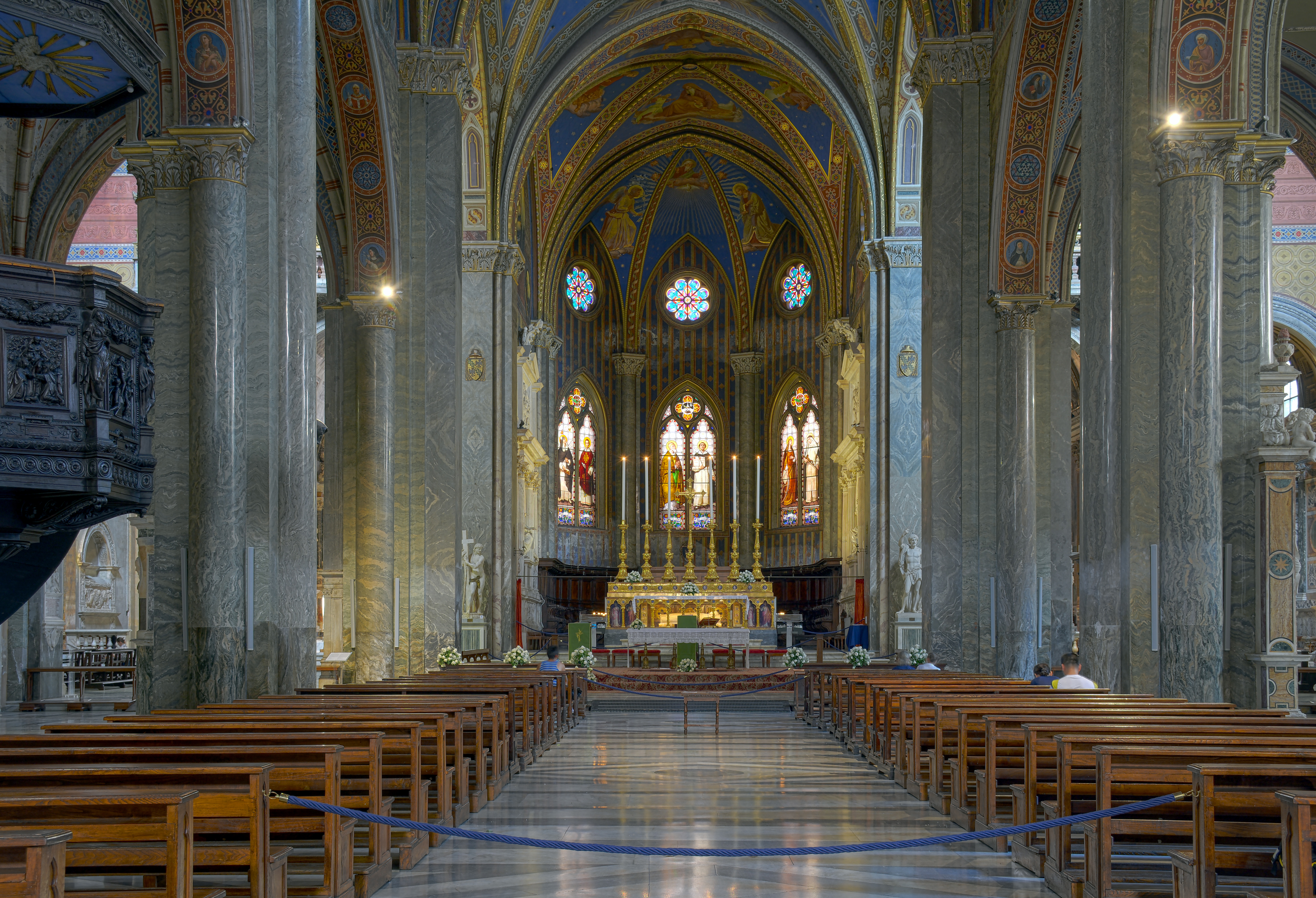
Intérieur de l'église
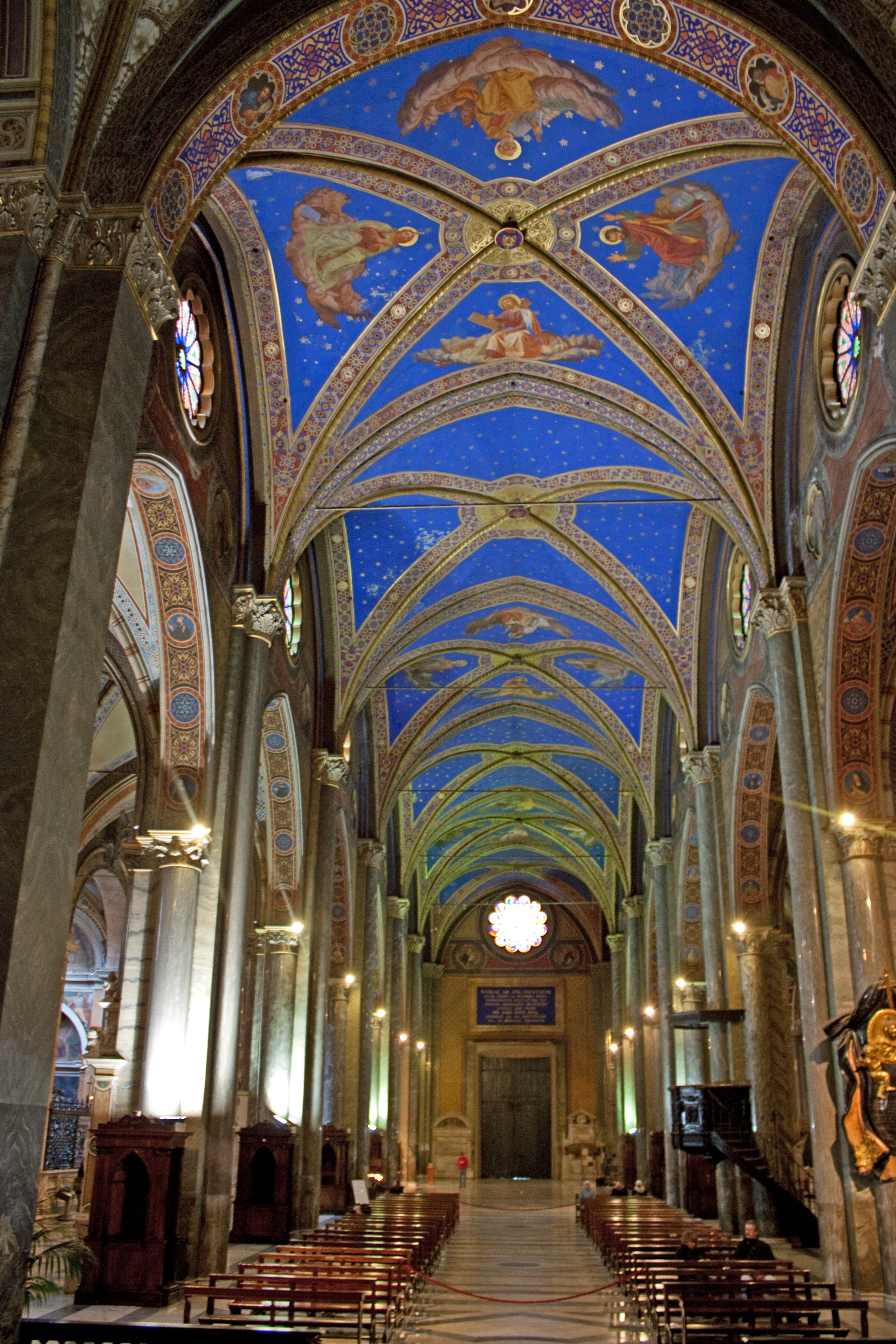
Nef
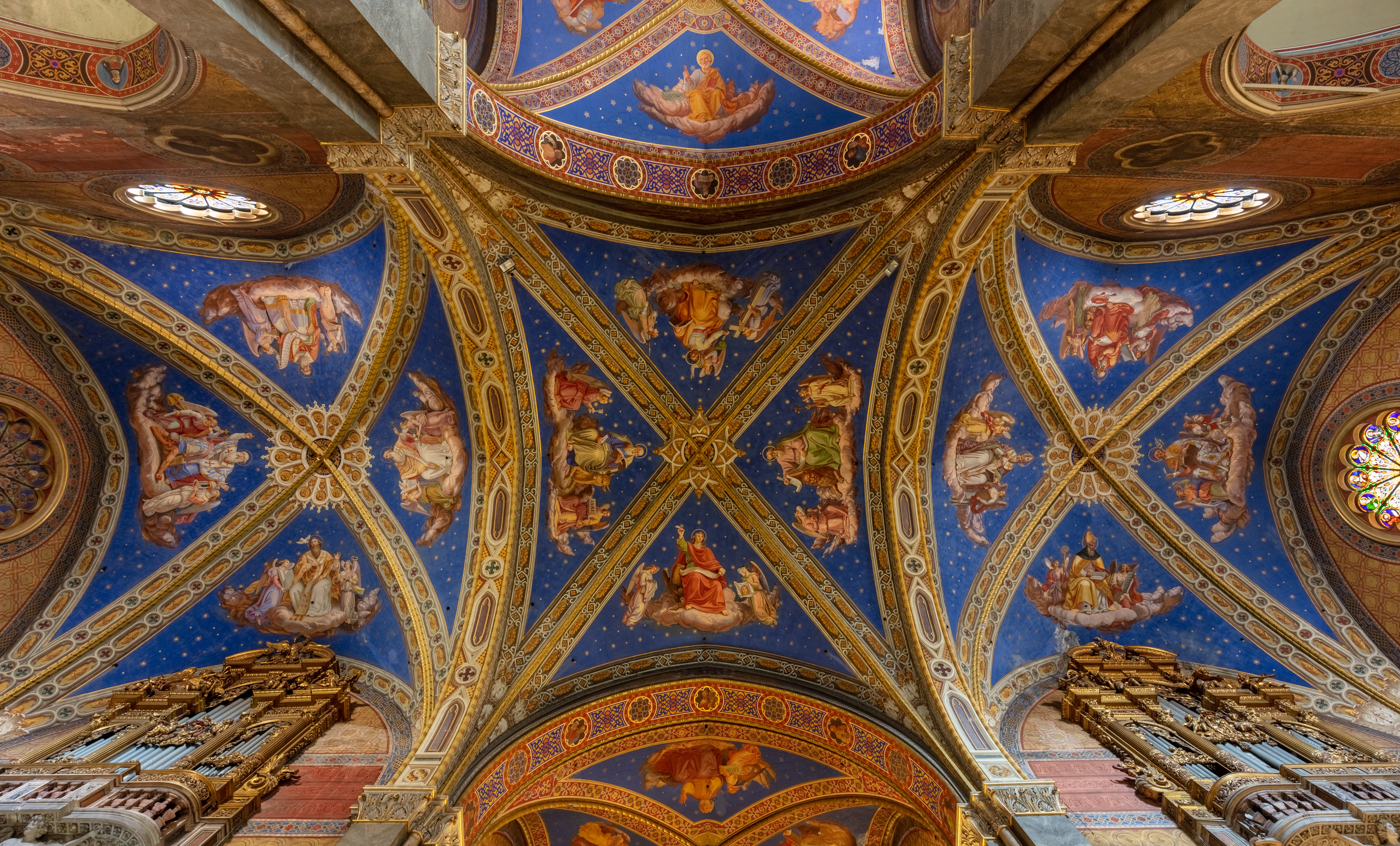
Plafond

### Chapelles
Dans la nef de droite, deux chapelles méritent l’attention : la sixième chapelle contient les tombeaux de membres de la famille de Clément VII par Giacomo della Porta tandis que la chapelle suivante, la chapelle de Raymond de Peñafort, contient celui du cardinal Giovanni Diego de Coca par Andrea Bregno (1477) et une célèbre fresque par Melozzo da Forlì, Jésus-Christ entre deux anges.
Le transept droit abrite la chapelle Carafa, construite de 1489 à 1493 et revêtue de fresques de Filippino Lippi représentant sur les trois murs la vie de Saint Thomas d'Aquin, l’Assomption et l’Annonciation où le saint présente à la Vierge le cardinal Oliviero Carafa. Sur l'une des parois de la chapelle, se trouve le mausolée du pape Paul IV, membre de la famille Carafa, réalisé par Pirro Ligorio dans la deuxième moitié du XVIe siècle.

Chapelles
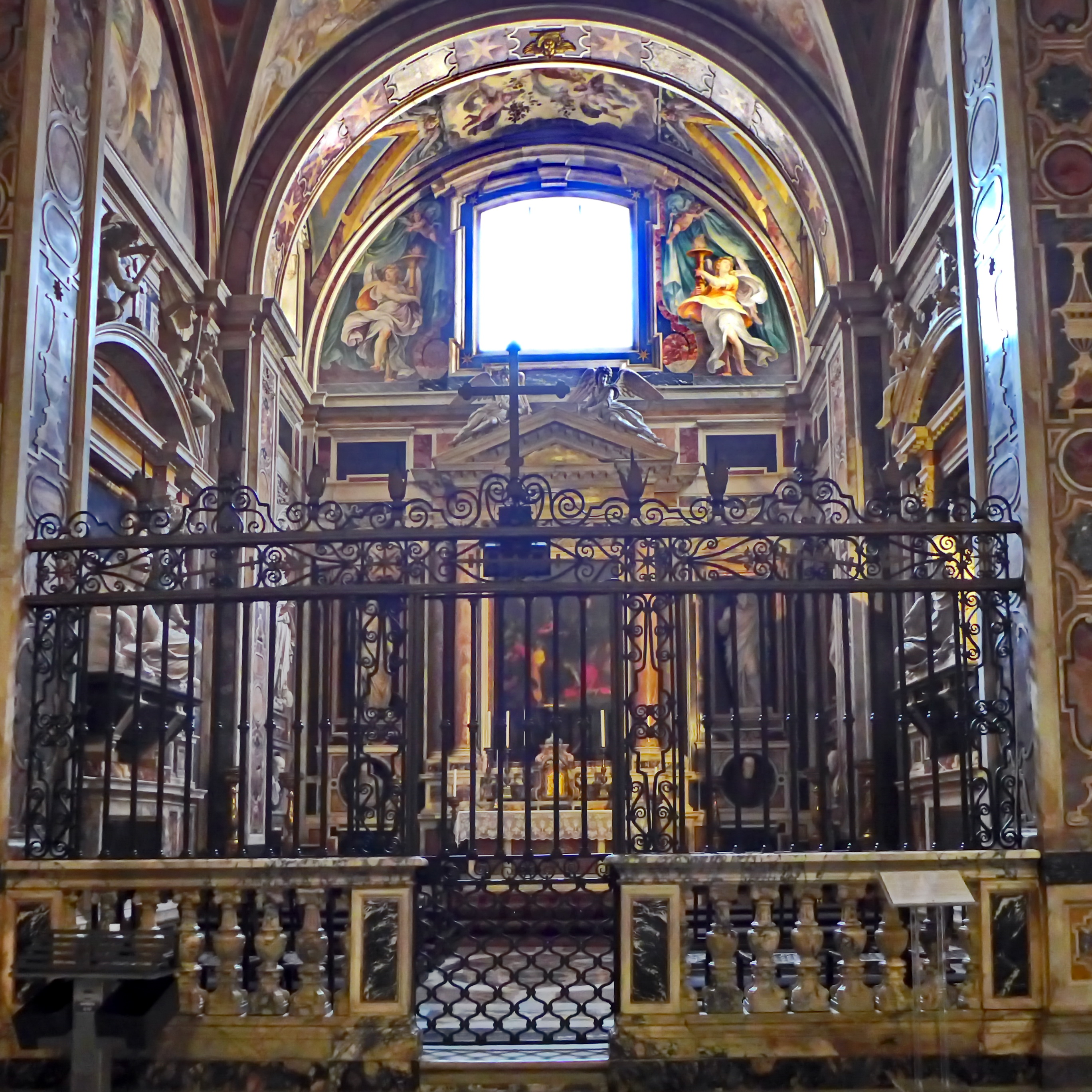
Chapelle Aldobrandini
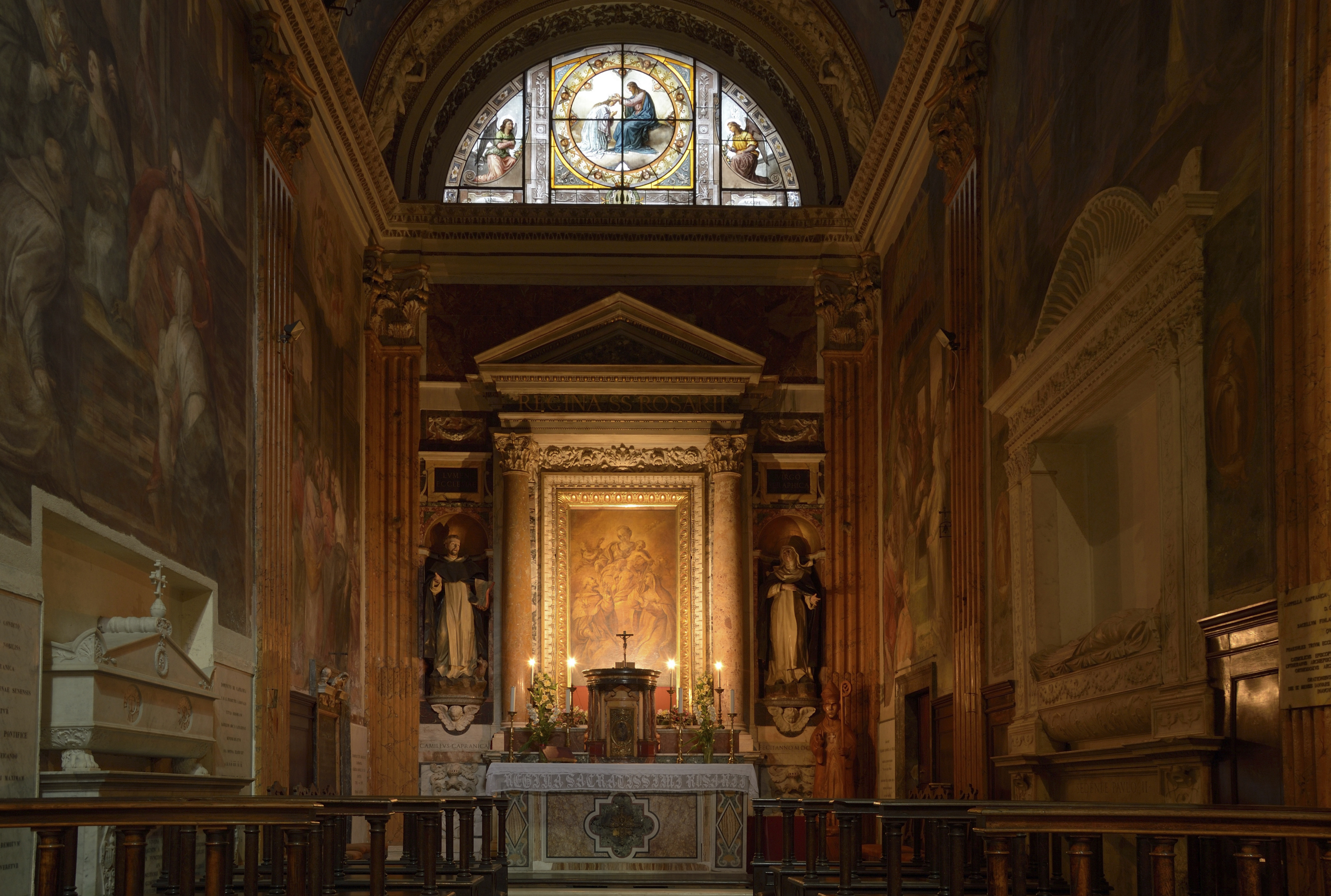
Chapelle du Rosaire
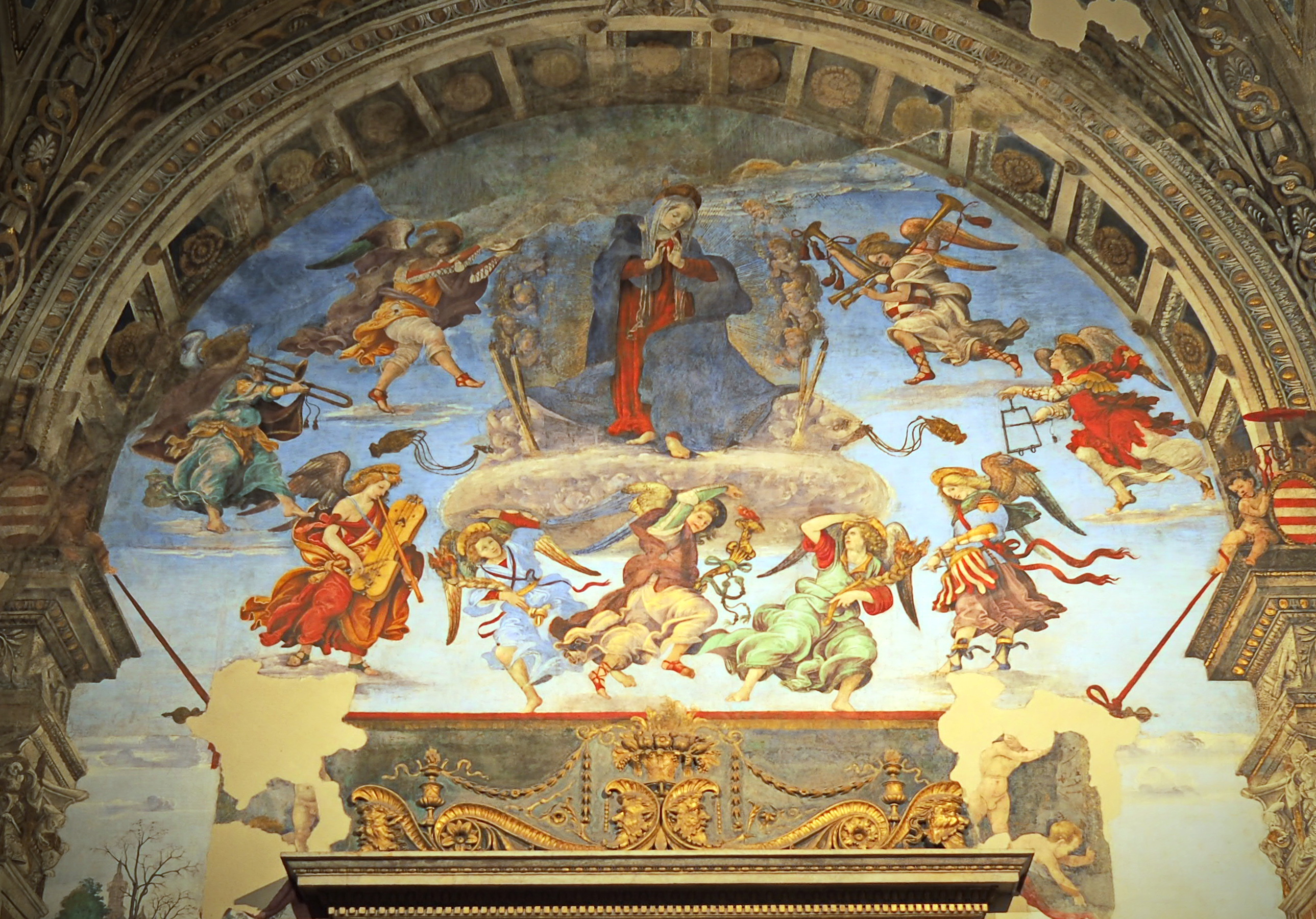
Chapelle Carafa
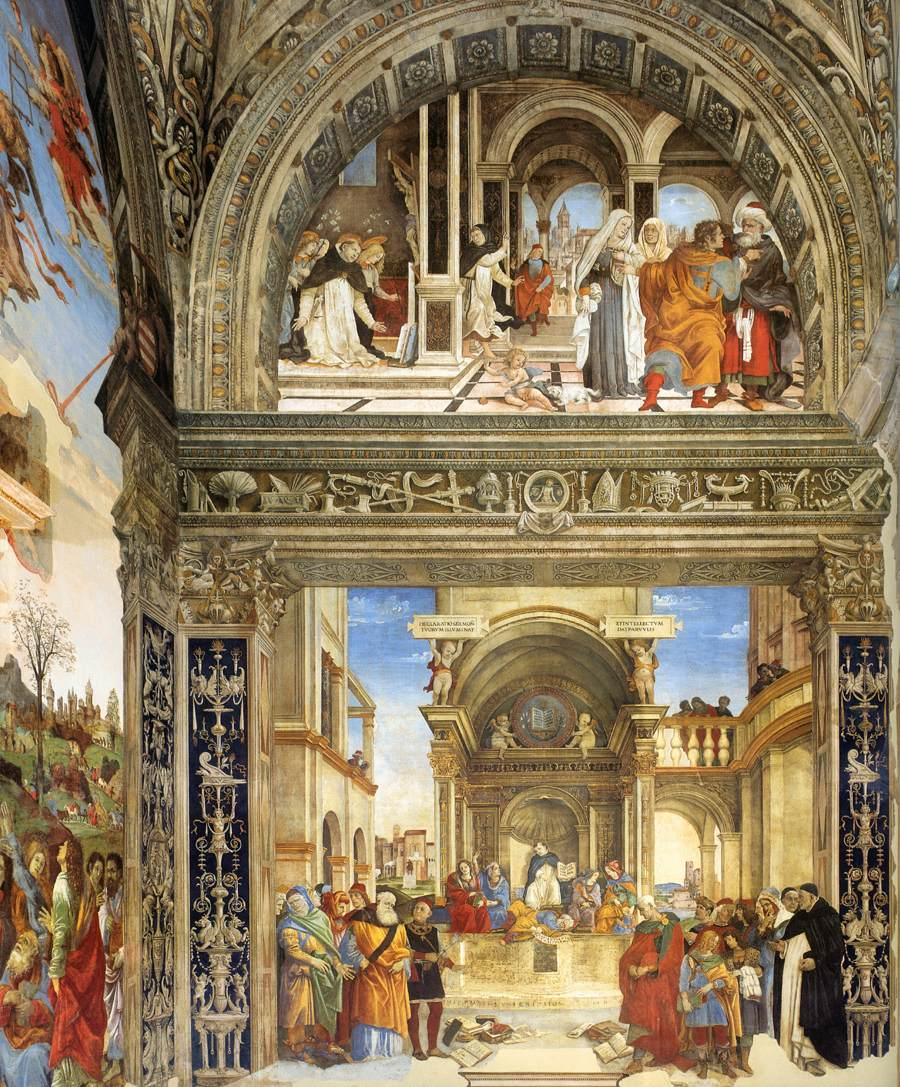
Chapelle Carafa. Saint Thomas triomphant des hérétiques, de Filippino Lippi.
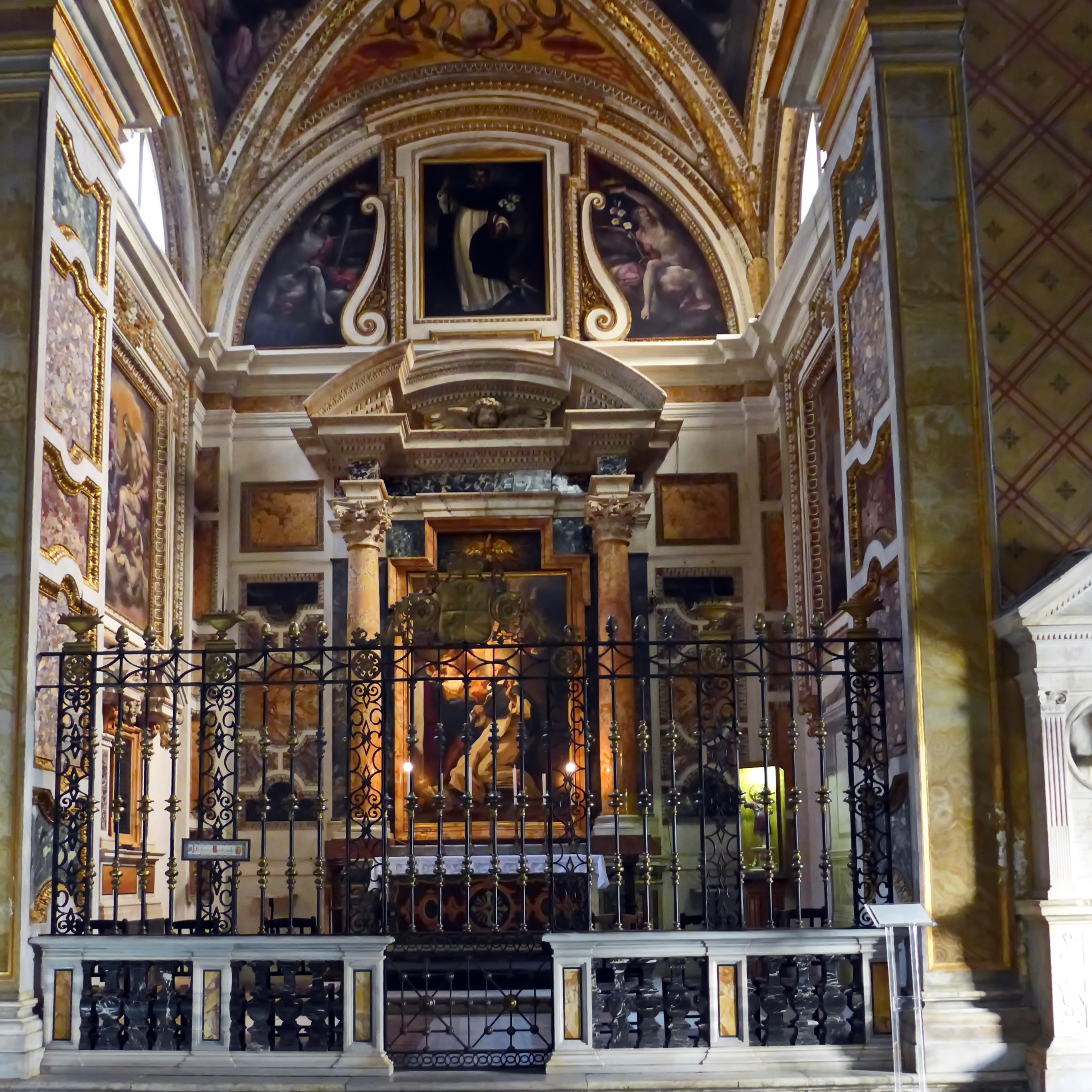
Chapelle Cafarelli
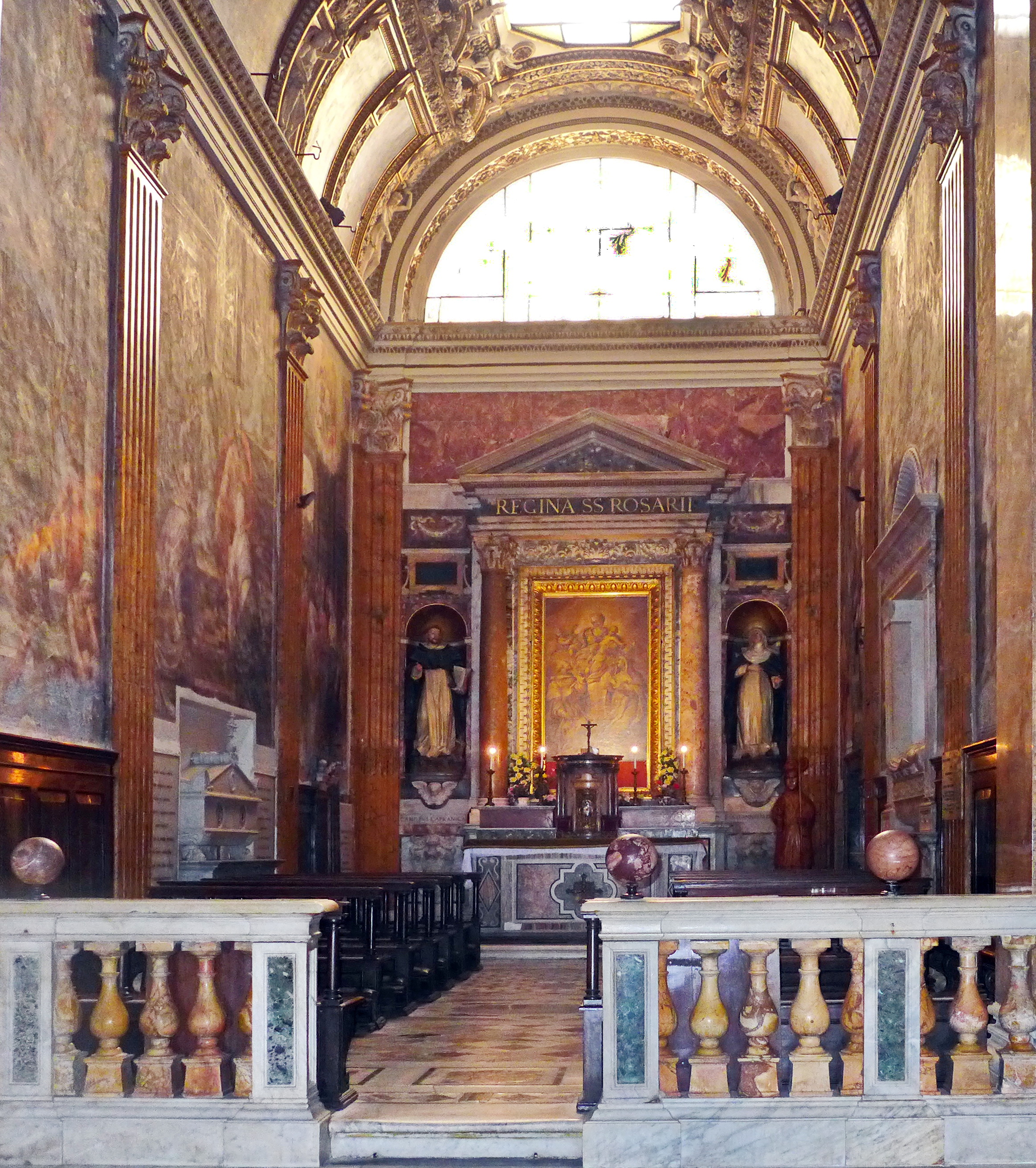
Chapelle Capranica
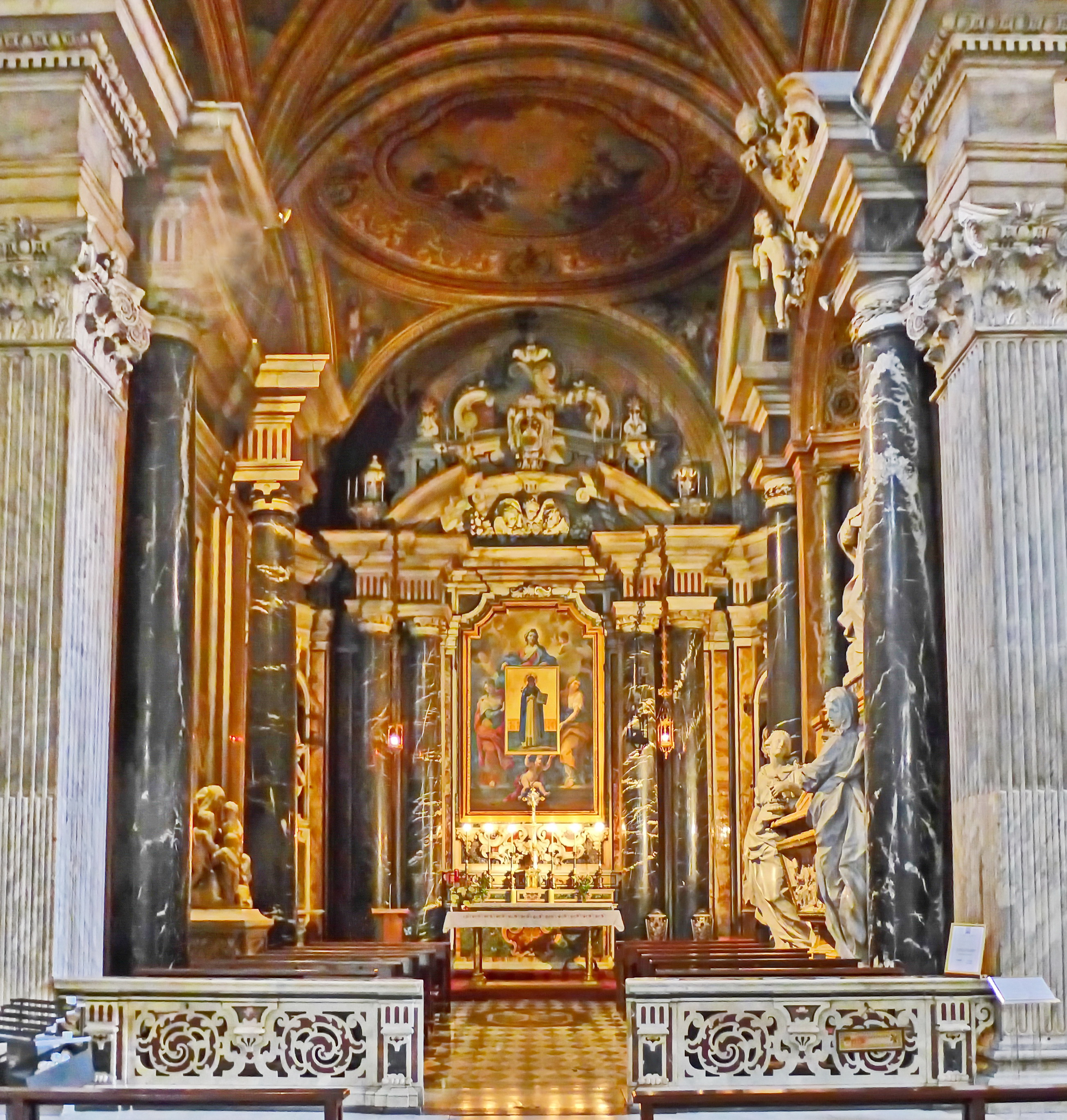
Chapelle San Domenico

### Cloître
Le cloître, du XIIIe siècle, abrite de magnifiques fresques.

Cloître
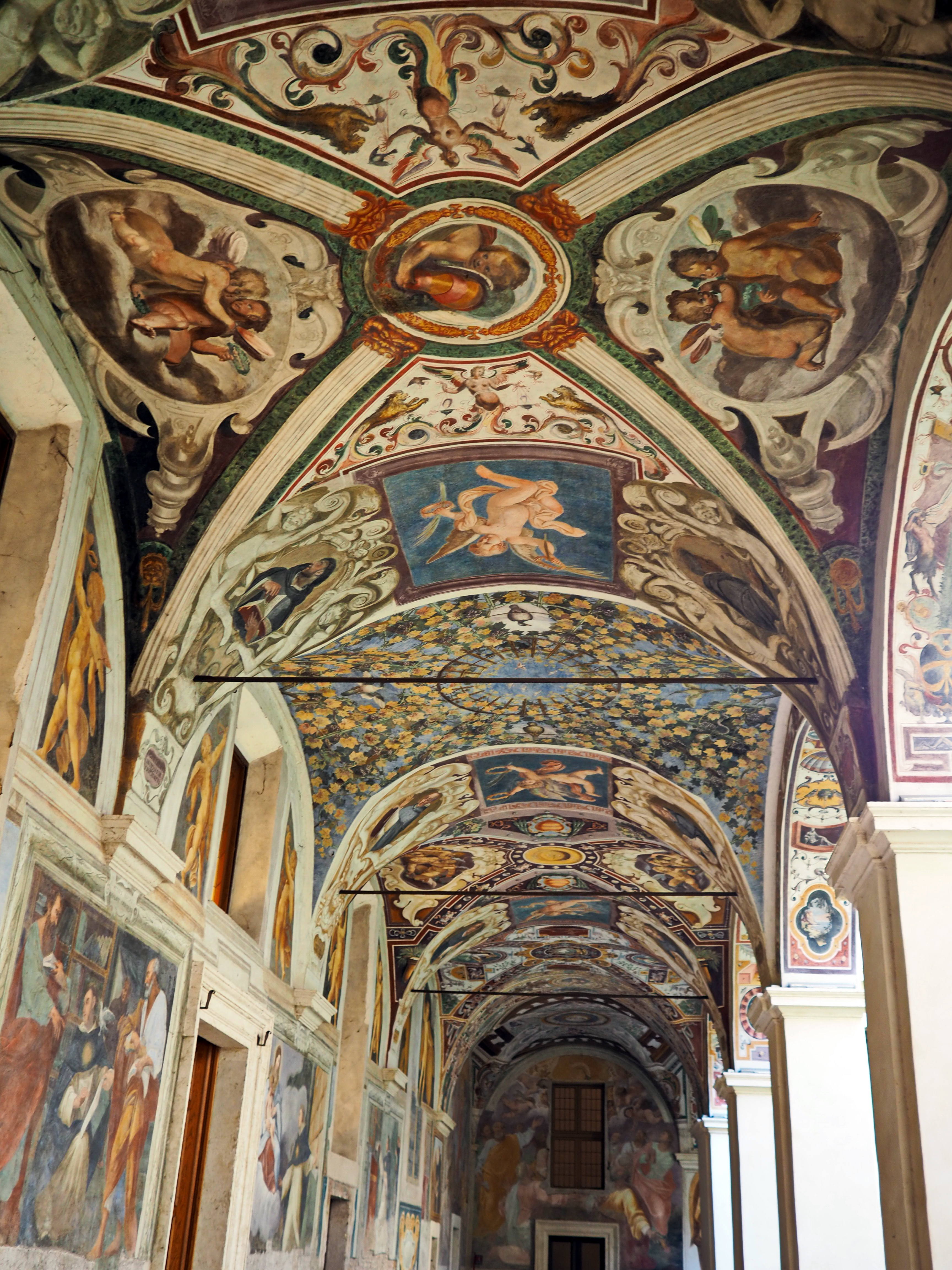
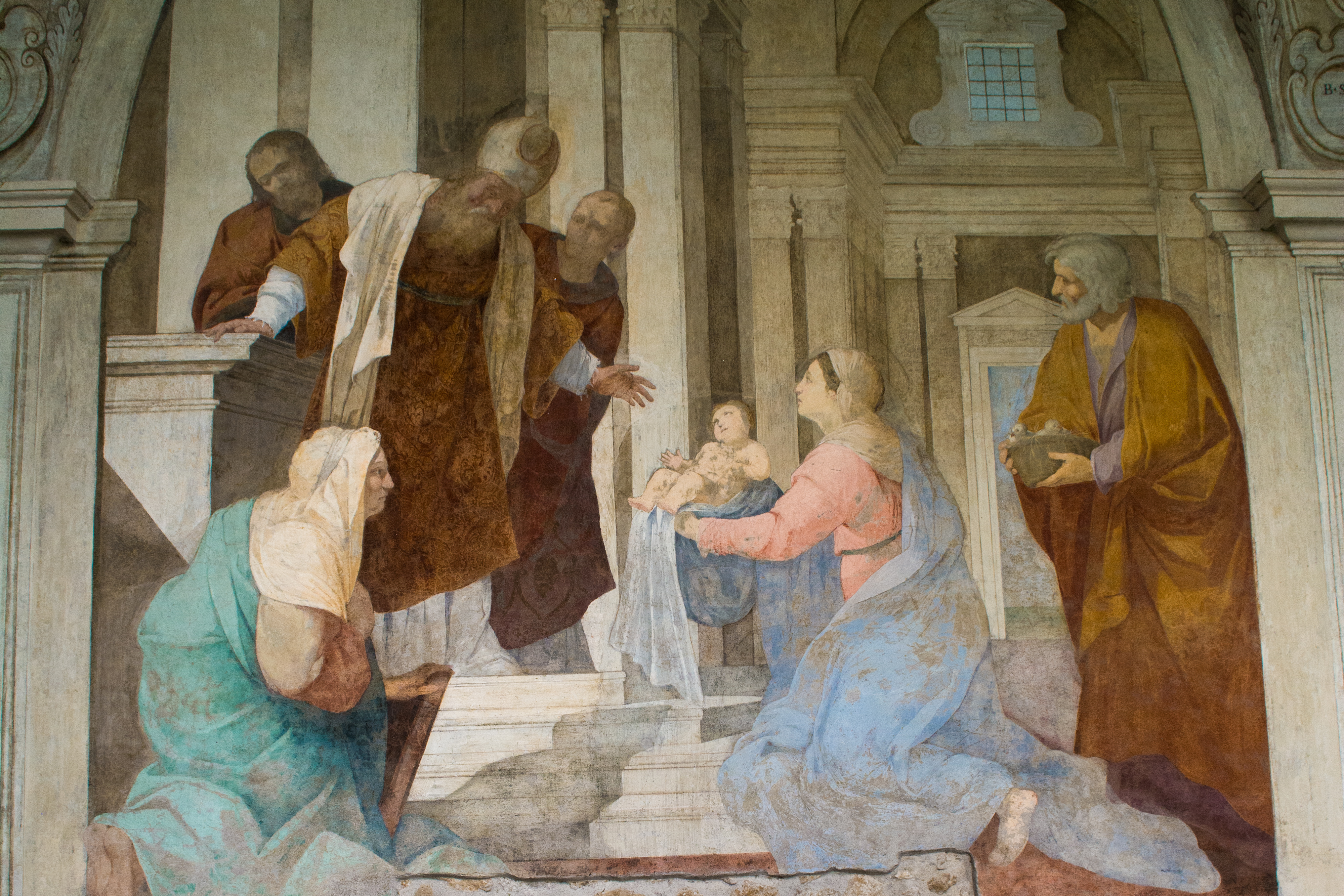
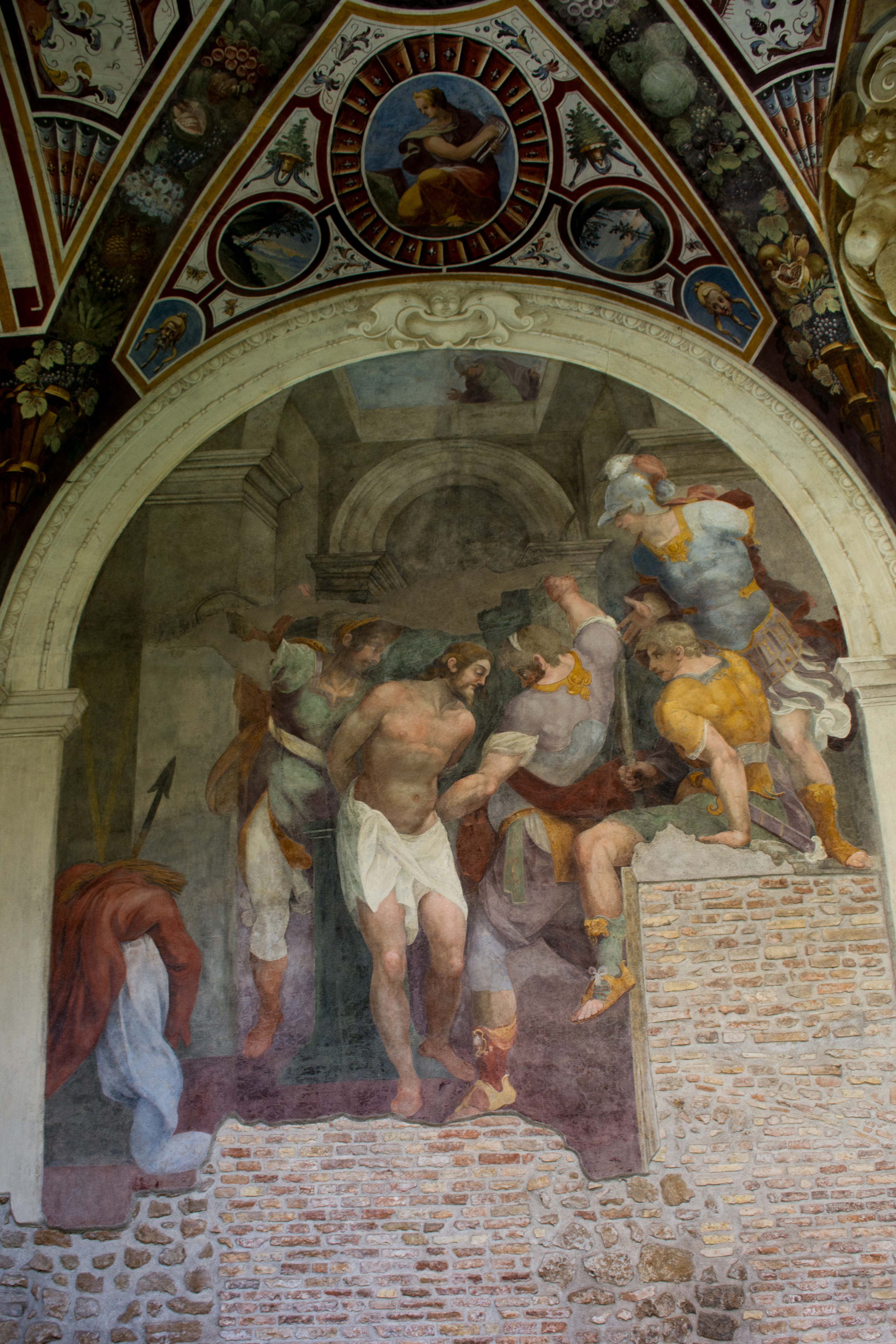